# PENGE
PENGE (tidligere Pengemagasinet) var et økonomimagasin der blev sendt på DR1 fra 1995 til 2017.
PENGE gav hver uge danskere gode råd til økonomien, og bl.a. om hvordan finanskrisen påvirkede borgernes økonomi. 

## Værter
- Mogens Rubinstein – (1995-2004)
- Charlotte Lindholm – (2004-2007)
- Dorte Fals – (2007-2017)